# 日新製鋼ドルフィンズ
日新製鋼ドルフィンズ（にっしんせいこうドルフィンズ）は、大阪府堺市を本拠地に活動していた、日新製鋼（後の日鉄日新製鋼、現日本製鉄）の男子バレーボールチームである。

## 歴史
1986年6月に阪神地区営業活動のシンボルチームとして創部。元新日鉄監督の柳本晶一を招聘し、チームのスタートを切った。88年末には、元日本代表の岩田稔が加入。着々とチーム強化を進め、90年には早くも実業団リーグ（現・チャレンジリーグ）昇格を果たす。翌年の実業団リーグで初参加ながら優勝。念願の日本リーグ昇格を決めた。ちなみに、創部から5年での日本リーグ（Vリーグ）昇格は現在でも最短記録である。
初参加となった第25回日本リーグ（1992年）からチーム名を「日新製鋼ドルフィンズ」として挑んだ。しかし2勝12敗の最下位となり、1年で降格となった。
実業団リーグを優勝して返り咲いた第27回日本リーグ（1994年）ではNECや新日鉄といった上位チームから勝利を収めるも、3勝11敗に終わる。セット率の差で最下位になり、再び自動降格となった。
1995年に実業団リーグを優勝し、Vリーグ昇格。「三度目の正直」とリーグ残留を誓うも、開幕直前に、予定していた外国人選手の加入が破談となる不運に見舞われる。結局1勝21敗の最下位で自動降格となった。
1996年末頃、チーム廃部の報道が流れる。チーム存続に望みを託し実業団リーグを戦うが、リーグ戦終了後の1997年3月2日に廃部届を提出。最後のリーグでは2位となり、Vリーグチームとの入れ替え戦出場権を得るも、廃部を理由に辞退している（代わりにリーグ3位のコスモ石油が出場した）。
廃部後、松田明彦をはじめ主力選手が他チームに移籍したが、このうち大半の選手が移籍先でレギュラー選手として活躍した。
日新製鋼OBでは、松田が2011年度まで豊田合成トレフェルサのアドバイザーを務め、南部正司がパナソニック・パンサーズ監督を経て2014年より日本男子代表監督を務めている。

## 成績

### 主な成績
プレミアリーグ（日本リーグ／Vリーグ）
- 優勝なし
- 準優勝なし

実業団リーグ
- 優勝 3回（1990年度、1992年度、1994年度）
- 準優勝 1回（1996年度）

黒鷲旗全日本選手権
- 優勝なし
- 準優勝なし

### 年度別成績
| 大会名       | 大会名           | 順位   | 参加チーム数 | 試合数 | 勝 | 敗 | 勝率  |
| ------------ | ---------------- | ------ | ------------ | ------ | -- | -- | ----- |
| 実業団リーグ | 第22回 (1990/91) | 優勝   | 8チーム      | 14     | 13 | 1  | 0.929 |
| 日本リーグ   | 第25回 (1991/92) | 8位    | 8チーム      | 12     | 2  | 10 | 0.143 |
| 実業団リーグ | 第24回 (1992/93) | 優勝   | 8チーム      | 14     | 13 | 1  | 0.929 |
| 日本リーグ   | 第27回 (1993/94) | 8位    | 8チーム      | 14     | 3  | 11 | 0.214 |
| 実業団リーグ | 第26回 (1994/95) | 優勝   | 7チーム      | 12     | 12 | 0  | 1.000 |
| Vリーグ      | 第2回 (1995/96)  | 8位    | 8チーム      | 21     | 1  | 20 | 0.048 |
| 実業団リーグ | 第28回 (1996/97) | 準優勝 | 8チーム      | 14     | 9  | 5  | 0.648 |

## 在籍していた主な選手・スタッフ
- 柳本晶一
- 南部正司
- 松田明彦
- 多田幹世